# Еггенталь
Еггенталь (нім. Eggenthal) — громада в Німеччині, знаходиться в землі Баварія. Підпорядковується адміністративному округу Швабія. Входить до складу району Остальгой. Центр об'єднання громад Еггенталь.
Площа — 28,10 км2. Населення становить 1372 ос. (станом на 31 грудня 2020).

## Галерея

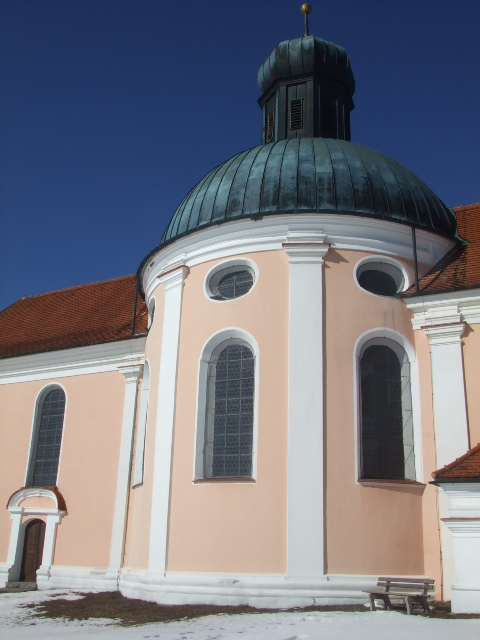
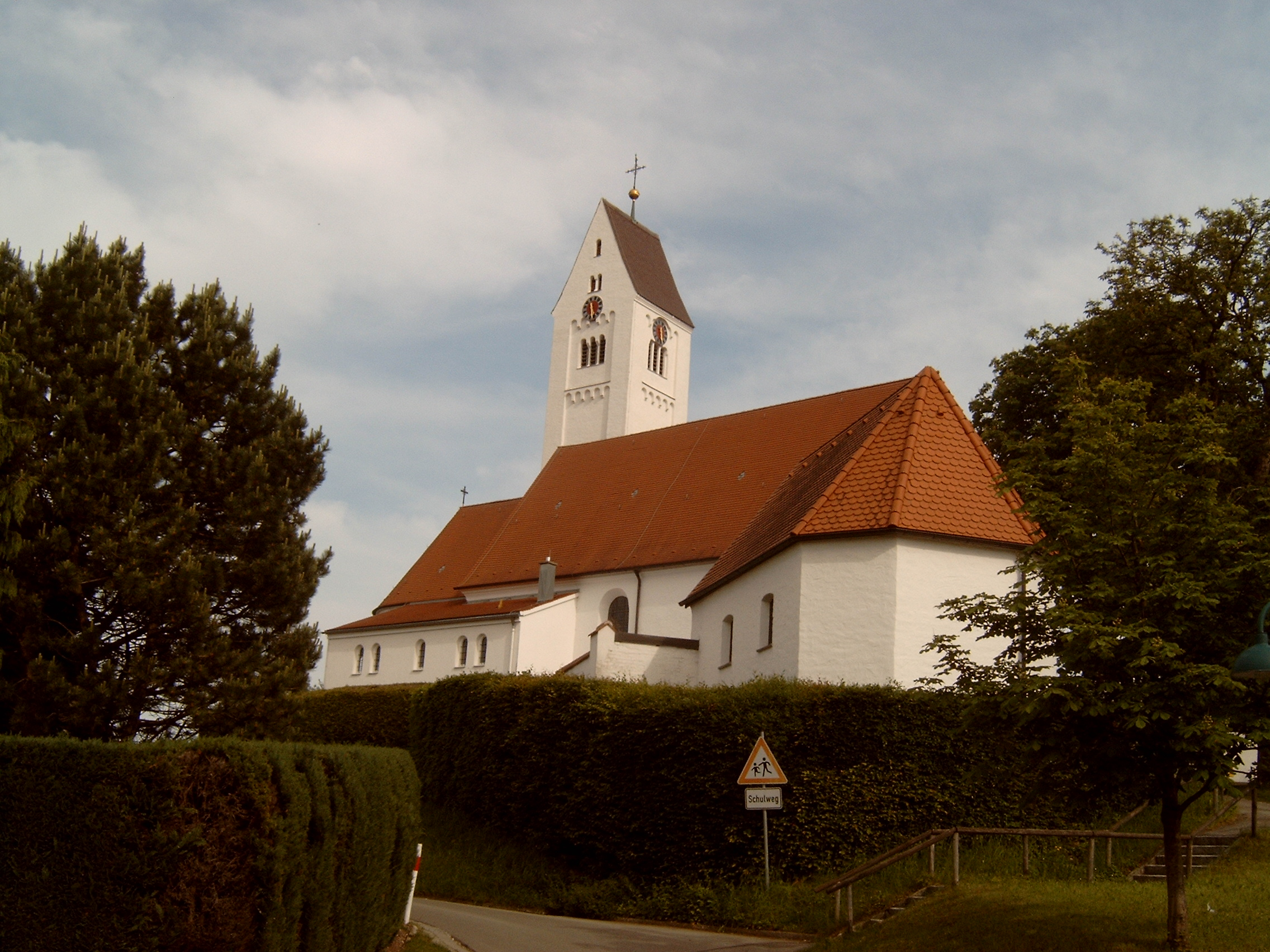